# Cloudike
Cloudike — облачная платформа для создания корпоративного или коммерческого хранилища данных с набором инструментов для совместной работы.
В основе работы лежит принцип синхронизации данных, идентичный тому, что используют Dropbox, Google Drive или Apple iCloud. Доступ к данным обеспечивается со смартфонов, ноутбуков, планшетов и т. д.
Cloudike отличается от перечисленных выше сервисов тем, что компании (Интернет-провайдеры, производители смартфонов, операторы сотовой связи и т. д.) могут предлагать платформу своим пользователям под своим брендом (так называемое «партнерство по схеме White-label»).

## Факты
Российско-корейский стартап Cloudike официально стартовал в 2013 году как SaaS-решение для хранения данных. Со временем проект перешёл в формат облачной платформы, продаваемой по схеме «white-label».

## Используемые технологии
Для синхронизации пользовательских данных с сервером Cloudike имеет клиенты для таких OС как Windows, OS X, а также мобильные клиенты для устройств на базе Android и iOS. После установки клиента Cloudike на компьютере пользователя создается синхронизируемая папка. Все данные синхронизируются на всех компьютерах и мобильных устройствах, которые ассоциированы с пользовательским аккаунтом Cloudike.
Cloudike разворачивается на Amazon S3, на базе OpenStack Swift или на базе любой другой системы хранения данных, предоставляющей Amazon S3-совместимые API.

### Серверная часть (API Back-end)
Cloudike предоставляет набор REST API, реализованных на языке программирования Python. Для создания REST API используются Python-фреймворки Django и Tornado. Также архитектура включает платформу для обмена сообщениями RabbitMQ и базу данных MongoDB, используется механизм синхронизации контактов посредством фреймворка SabreDAV.

### Веб-клиент (Web Front-end)
Клиентская часть Cloudike представляет собой одностраничное приложение, основанное на технологии AngularJS.

## Возможности
Функционал для конечных пользователей
- просмотр, загрузка/выгрузка файлов;
- доступ к файлам и папкам через протокол WebDAV, разработанный на основе технологии greenlet;
- совместная работа с файлами, генерация публичных ссылок, возможность сокращения URL;
- клиенты для Windows (Windows XP, 7, 8 и 8.1), Mac OS X (10.7 и выше);
- история загрузок и восстановление файлов;
- адресная книга (CardDAV);
- просмотр видео/изображений на мобильных устройствах и в браузере;
- журнал событий;
- просмотр документов в форматах PDF, Microsoft Office или LibreOffice (.odt, .odp, .ods, .doc, docx, .xls и так далее).

Дополнительные модули
- администрирование пользователей и пользовательских групп внутри компании;
- статистика об используемых услугах и их объёме (для Интернет-провайдеров и операторов сотовой связи);
- формирование счетов и тарификация.

## Критика
- для хранения информации о папках и метаданных используется только MongoDB;
- нет возможности для редактирования документов в браузере;
- отсутствует синхронизация событий календаря (CalDAV).
- невозможно подключение к другим хранилищам данных через протоколы FTP/SFTP или через Dropbox API.